# Unterwalden
Unterwalden er en gammel kanton i Schweiz syd for Vierwaldstättersee. Kantonen er i dag delt op i de to halvkantoner Nidwalden og Obwalden. Unterwalden grundlagde sammen med kantonerne Uri og Schwyz det schweiziske edsforbund i 1291 på Rütli.
46°52′N 8°19′Ø / 46.87°N 8.31°Ø